# Air Aruba

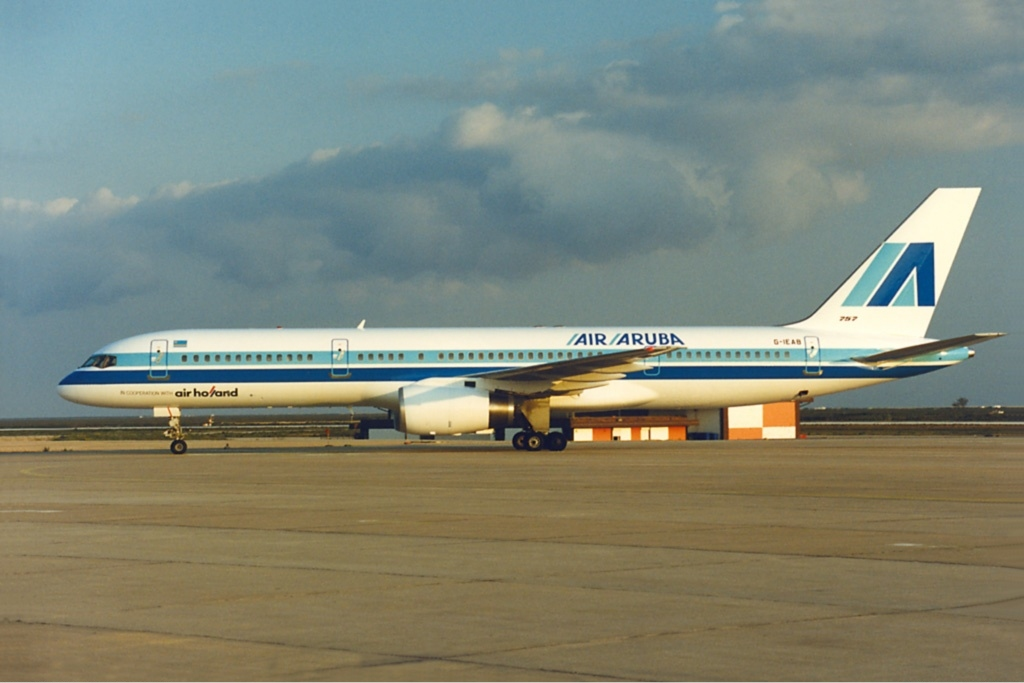
Boeing 757 d'Air Aruba en 1990

Air Aruba (code AITA : FQ ; code OACI : ARU) était une compagnie aérienne de l'île d'Aruba (aux Antilles néerlandaises), fondée en 1986 et disparue en 2000.